# 名古屋市立浮野小学校
名古屋市立浮野小学校（なごやしりつ うきのしょうがっこう）は、愛知県名古屋市西区浮野町にある名古屋市立小学校。

## 沿革
- 1975年（昭和50年） - 名古屋市立平田小学校より分離独立し、現在地において名古屋市立浮野小学校として開校[WEB 2]。
- 1984年（昭和59年） - 校歌制定[WEB 2]。
- 1992年（平成4年）度 - 隣接地に学校公園として、横井公園が整備される[1]。
- 2002年（平成14年） - トワイライトスクール開設[WEB 2]。
- 2011年（平成23年） - 校区内に所在する凸版印刷との共同授業を開始する[WEB 2]。
- 2023年（令和5年）12月 - 児童数減少による小規模校を解消するため、平田小学校との統合（案）が検討された[WEB 3]。

## 教育方針
校訓として、「明るく・なかよく・正しく」を設定している。

## 学校行事
| - 4月：縦割り班遠足 - 5月：運動会 - 6月：学校開放 - 7月 - 8月 - 9月 | - 10月：修学旅行・中津川野外学習 - 11月：作品展・縦割り班活動 - 12月 - 1月 - 2月：交通指導に感謝する会 - 3月：卒業生を送る会 |

## 通学区域
名古屋市西区
- 新木町[WEB 5]
- 浮野町（学校所在地）[WEB 5]
- 十方町[WEB 5]
- 長先町[WEB 5]
- 中沼町[WEB 5]
- 野南町[WEB 5]
- 丸野1丁目[WEB 5]

## 進学先
- 名古屋市立平田中学校[WEB 5]

### WEB
1. 1 2  “学校教育目標”.   名古屋市立浮野小学校. 2015年2月26日閲覧。
2. 1 2 3 4 5  “学校のあゆみ”.   名古屋市立浮野小学校. 2015年2月26日閲覧。
3. ↑  “浮野小学校と平田小学校の統合(案)について”.   名古屋市 (2024年1月10日). 2024年2月18日閲覧。
4. 1 2 3 4 5 6 7  “学校行事”.   名古屋市立浮野小学校. 2015年2月26日閲覧。
5. 1 2 3 4 5 6 7 8  “平田中学校学区”.   家造.net. 2015年2月26日閲覧。

### 書籍
1. ↑  名古屋の公園100年のあゆみ編集委員会 2010, pp. 129–130.